# Da Capo (álbum de Ace of Base)
Da Capo es el cuarto álbum de estudio lanzado por el grupo pop sueco Ace of Base. Fue lanzado en el 2002 en Europa (en Edel-Mega/Universal y Japón (en Toshiba EMI con una portada diferente y pistas adicionales).
El álbum se llama así por el término musical da capo, que significa "volver al principio". Esto se debe a que el disco buscaba ser un regreso al sonido original de la banda.

## Antecedentes
El álbum fue programado inicialmente para ser lanzado en el verano del 2000, pero problemas con los sellos discográficos de Ace of Base demoraron su lanzamiento por un año más. El sello discográfico del grupo exigió que muchas de las canciones del álbum sean modificados con productores adicionales. En última instancia, Da Capo salió a fines del mes de septiembre del 2002 obteniendo ventas muy bajas en muchos territorios europeos.
La promoción mínima de este álbum estuvo a cargo de dos de los cuatro miembros de la banda, Jenny Berggren y Ulf Ekberg. Esto dejó fuera a los otros dos Berggrens: Jonas Berggren, quien quería quedarse en casa con sus dos hijos, y Malin Berggren quien no pudo unirse a las giras del grupo por "miedo a volar" (en realidad, Malin Berggren ya casi había dejado la banda, pero se quedó debido a ciertas obligaciones contractuales). Durante la promoción, Jenny y Ulf visitaron Suecia, Dinamarca, Noruega, Finlandia, Alemania, Polonia y Austria.
En una entrevista, Ulf dijo que el grupo lanzaría el álbum en los Estados Unidos, y las canciones serían más acústicas. Sin embargo, nunca salió en Estados Unidos o Australia, a pesar de estar disponible en iTunes. Por otra lado, Polydor Records tuvo un "pequeño lanzamiento" del álbum en el Reino Unido el 21 de octubre de 2002; este sello discográfico no le dio ninguna promoción, ni ningún sencillo en las radios, porque creyeron que el grupo ya no eran relevante para el mercado musical británico. El álbum fue lanzado con protección Control Copy en algunas regiones.
La canción título del álbum fue posteriormente lanzada en el Dance Dance Revolution Supernova en el 2006. A partir del 2008, Da Capo vendió más de 500.000 copias, un número mucho menor a los anteriores álbumes de Ace of Base.
Aunque años después Ace of Base sacaría un álbum más, Da Capo es el último disco de la banda con la alineación original hasta la fecha.

## Lista de canciones
1. "Unspeakable" - 3:15
2. "Beautiful Morning" - 3:01
3. "Remember the Words" - 3:44
4. "Da Capo" - 3:12
5. "World Down Under" - 3:35
6. "Ordinary Day" - 3:25
7. "Wonderful Life" - 4:16
8. "Show Me Love" - 3:44
9. "What's the Name of the Game" - 3:04
10. "Change with the Light" - 3:40
11. "Hey Darling" - 3:20
12. "The Juvenile" - 3:46

## Ventas
- Alemania: 40 000 unidades vendidas
- Japón: 35 000 unidades vendidas
- Suecia: 15 000 unidades vendidas